# Occlusiva palatale sorda
L'occlusiva palatale sorda è una consonante, rappresentata con il simbolo [c] nell'alfabeto fonetico internazionale (IPA).
Nella lingua italiana tale fono non è presente.  Tuttavia è riscontrabile in alcune lingue d'Italia come il friulano, il corso, alcuni dialetti gallo-italici come il bolognese, il calabrese meridionale e alcuni dialetti di transizione tra il mondo galloitalico e quello retoromanzo come il dialetto noneso e vari dialetti lombardi alpini. Nel Toscano è presente la distinzione tra secchi ['secci] plurale di secchio e secchi ['sekki] plurale di secco.

## Caratteristiche
La consonante /c/ presenta le seguenti caratteristiche:
- il suo modo di articolazione è occlusivo, perché questo fono è dovuto all'occlusione del canale orale (la bocca), seguita da un brusco rilascio detto esplosione;
- il suo luogo di articolazione è palatale, perché nel pronunciare tale suono il dorso della lingua tocca il palato;
- è una consonante sorda, in quanto questo suono è prodotto senza vibrazione da parte delle corde vocali.

## In italiano
In italiano questo fono non esiste nell'alfabeto standard, tuttavia può comparire un suono simile nella lingua parlata, precisamente nel digramma ⟨ch⟩ quando seguito dalla vocale anteriore [i]: in questo caso si tenderà a produrre un insieme di foni simile, trascrivibile come [kj] dove [j] rappresenta l'approssimante palatale (semivocale) prodotta in seguito alla distorsione dovuta alla [k] precedente (il fono [c] differisce per una maggiore vicinanza della lingua al palato).
In italiano questo fono non costituisce una lettera standard, tuttavia è riscontrabile una forte somiglianza con [c] in alcuni casi, come (allofono) del suono velare [ɡ] quando posto davanti a vocale anteriore (detta appunto palatale). Nella grafia, si aggiunge anche una ⟨h⟩ per non confonderlo con l'affricata postalveolare sonora [tʃ],

## Altre lingue

### Albanese
In lingua albanese tale fono è reso con la grafia ⟨q⟩:
- kuq "rosso" [kuc]

### Calabrese meridionale
Nel calabrese meridionale, tale fono è reso ⟨chj⟩:
- Chjù [cuː]

### Ceco e slovacco
In lingua ceca e slovacca tale fono è reso con la grafia ⟨t⟩ (seguita da i) o ⟨ť⟩:
- ceco čeština "lingua ceca" [ˈt͡ʃɛʃcɪna]
- slovacco späť "indietro" [spæc] / [spɛc]

### Corso e gallurese
In lingua corsa e in gallurese questo suono è reso con la grafia ⟨chj⟩ seguita da vocale:
- chjodu "chiodo" [ˈcoːdu]
- ochju "occhio" [ˈocːu]

### Emiliano
Nel dialetto bolognese della lingua emiliana, tale fono è reso con la grafia ⟨c'⟩:
- vèc'  "vecchio" [vec]

### Friulano
In lingua friulana questo suono è reso con la grafia ⟨cj⟩ seguita da vocale:
- cjan "cane" [ˈcan]
- cjoli "prendere" [ˈcoli]

### Ungherese
In lingua ungherese tale fono è reso con la grafia ⟨ty⟩:
- tyúk [cuːk]

### Greco
In lingua greca tale fono è reso ⟨κ⟩ (seguita da /e/~/ɛ/ ed /i/) nell'alfabeto greco:
- λύκαινα (traslitterato lýkaina) "lupa" [ˈlicenɐ]
- κέφαλος (traslitterato képhalos) "cefalo, muggine" [ˈcɛfɐlos]
- λύκειο (traslitterato lýkeio) "liceo" [ˈlicio]
- έλκηθρο (traslitterato élkīthro) "slitta" [ˈɛlciθro]
- κίνητρο (traslitterato kínītro) "incentivo, incitamento, movente, stimolo" [ˈcinitro]
- κοινόβιο (traslitterato koinóbio) "cenobio" [ciˈnɔvio]
- κυκλάμινο (traslitterato kyklámino) "ciclamino" [ciˈklɐmino]
- καθεστηκυία (traslitterato kathestīkyía) "prevalsa, stabilita" [kɐθestiˈciɐ]

### Macedone
In lingua macedone tale fono è reso ⟨ќ⟩ nell'alfabeto cirillico:
- вреќа "borsone" [ˈvrɛca]